# Lista de senadores do Brasil da 43.ª legislatura
Esta é a lista de senadores do Brasil da 43.ª legislatura do Congresso Nacional. Inclui-se o nome civil dos parlamentares, o partido ao qual eram filiados na data da posse, sua unidade federativa de origem, bem como outras informações. Esta legislatura do Senado Federal durou de 1 de fevereiro de 1967 a 31 de janeiro de 1971.

## Mesa diretora
| Imagem | Cargo              | Nome                                                    | Partido | Estado              |
| ------ | ------------------ | ------------------------------------------------------- | ------- | ------------------- |
|        | Presidente         | João Cleofas (João Cleofas de Oliveira)                 | ARENA   | Pernambuco          |
|        | 1° Vice-Presidente | Petrônio Portella (Petrônio Portella Nunes)             | ARENA   | Piauí               |
|        | 2° Vice-Presidente | Ney Braga (Ney Aminthas de Barros Braga)                | ARENA   | Paraná              |
|        | 1° Secretário      | Josaphat Marinho (Josaphat Ramos Marinho)               | MDB     | Bahia               |
|        | 2° Secretário      | Celso Ramos                                             | ARENA   | Santa Catarina      |
|        | 3° Secretário      | Danton Jobim (Danton Pinheiro Jobim)                    | MDB     | Guanabara           |
|        | 4° Secretário      | Dinarte Mariz (Dinarte de Medeiros Mariz)               | ARENA   | Rio Grande do Norte |
|        | 1° Suplente        | Waldemar Alcântara (José Waldemar de Alcântara e Silva) | ARENA   | Ceará               |
|        | 2° Suplente        | Paulo Torres (Paulo Francisco Torres)                   | ARENA   | Rio de Janeiro      |
|        | 3° Suplente        | José Rollemberg (José Rollemberg Leite)                 | ARENA   | Sergipe             |
|        | 4° Suplente        | Emival Caiado (Emival Ramos Caiado)                     | ARENA   | Goiás               |

## Senadores em exercício ao fim da legislatura
| Imagem              | Nome                                                            | Partido | Início de mandato       | Fim de mandato          | Observações |
| Acre                | Acre                                                            | Acre    | Acre                    | Acre                    | Acre |
| ------------------- | --------------------------------------------------------------- | ------- | ----------------------- | ----------------------- | --- |
|                     | Adalberto Sena (Adalberto Correia Sena)                         | MDB     | 1° de fevereiro de 1963 | 21 de janeiro de 1982   | [ 1 ] |
|                     | Oscar Passos                                                    | MDB     | 1° de fevereiro de 1963 | 31 de janeiro de 1971   | Primeiro Presidente nacional do MDB                                                                                 |
|                     | José Guiomard (José Guiomard dos Santos)                        | ARENA   | 1° de fevereiro de 1963 | 31 de janeiro de 1983   | [ 3 ] |
| Alagoas             |                                                                 |         |                         |                         | |
|                     | Teotônio Brandão Vilela (Teotônio Brandão Vilela)               | ARENA   | 1° de fevereiro de 1967 | 31 de janeiro de 1983   | [ 4 ] |
|                     | Arnon de Mello (Arnon Affonso de Farias Mello)                  | ARENA   | 1° de fevereiro de 1963 | 31 de janeiro de 1983   | [ 5 ] |
|                     | Mário de Barros (Mário Gomes de Barros)                         | ARENA   | 17 de dezembro de 1968  | 31 de janeiro de 1971   | Primeiro Suplente de Rui Palmeira                                                                                   |
| Amazonas            |                                                                 |         |                         |                         | |
|                     | Flávio Brito (Flávio da Costa Brito)                            | ARENA   | 5 de maio de 1969       | 31 de janeiro de 1975   | Primeiro Suplente de Álvaro Maia                                                                                    |
|                     | Desiré Guarani (Desiré Guarani e Silva)                         | MDB     | 14 de dezembro de 1968  | 31 de janeiro de 1971   | Primeiro Suplente de Arthur Virgílio Filho                                                                          |
|                     | Edmundo Levi (Edmundo Fernandes Levi)                           | MDB     | 18 de junho de 1963     | 31 de janeiro de 1971   | Primeiro Suplente de Mourão Vieira                                                                                  |
| Bahia               |                                                                 |         |                         |                         | |
|                     | Antônio Fernandes (Antônio da Silva Fernandes)                  | ARENA   | 1° de março de 1970     | 31 de janeiro de 1975   | Primeiro Suplente de Aluísio Carvalho Filho                                                                         |
|                     | Antônio Balbino (Antônio Balbino de Carvalho Filho)             | MDB     | 1° de fevereiro de 1963 | 31 de janeiro de 1971   | |
|                     | Josaphat Marinho (Josaphat Ramos Marinho)                       | MDB     | 1° de fevereiro de 1963 | 31 de janeiro de 1971   | |
| Ceará               |                                                                 |         |                         |                         | |
|                     | Francisco de Menezes Pimentel                                   | ARENA   | 27 de outubro de 1965   | 31 de janeiro de 1971   | Eleito em sufrágio suplementar                                                                                      |
|                     | Waldemar Alcântara (José Waldemar de Alcântara e Silva)         | ARENA   | 23 de junho de 1968     | 31 de janeiro de 1975   | Suplente de Paulo Sarasate                                                                                          |
|                     | Wilson Gonçalves                                                | ARENA   | 1° de fevereiro de 1963 | 15 de março de 1979     | |
| Espírito Santo      |                                                                 |         |                         |                         | |
|                     | Carlos Lindenberg (Carlos Fernando Monteiro Lindenberg)         | ARENA   | 1° de fevereiro de 1967 | 31 de janeiro de 1975   | |
|                     | Eurico Resende (Eurico Vieira de Resende)                       | ARENA   | 1° de fevereiro de 1963 | 31 de janeiro de 1979   | Eleito Governador do Espírito Santo em 1978                                                                         |
|                     | Raul Giuberti                                                   | ARENA   | 1° de fevereiro de 1963 | 31 de janeiro de 1971   | |
| Guanabara           |                                                                 |         |                         |                         | |
|                     | Danton Jobim (Danton Pinheiro Jobim)                            | MDB     | 14 de dezembro de 1968  | 26 de fevereiro de 1978 | Eleito em sufrágio suplementar, faleceu no curso do mandato                                                         |
|                     | Aurélio Viana (Aurélio Viana da Cunha Lima)                     | MDB     | 1° de fevereiro de 1963 | 31 de janeiro de 1971   | Disputou a reeleição por Alagoas em 1970, sem sucesso                                                               |
|                     | Gilberto Marinho                                                | ARENA   | 1° de fevereiro de 1955 | 31 de janeiro de 1971   | Foi senador pelo Rio de Janeiro, de 1955 a 1963 e de 1963 a 1970 pela Guanabara.                                    |
| Goiás               |                                                                 |         |                         |                         | |
|                     | Emival Caiado (Emival Ramos Caiado)                             | ARENA   | 1° de dezembro de 1970  | 12 de junho de 1974     | Eleito em sufrágio suplementar                                                                                      |
|                     | Péricles Pedro da Silva                                         | MDB     | 14 de dezembro de 1968  | 31 de janeiro de 1975   | Primeiro Suplente de João Abraão                                                                                    |
|                     | José Feliciano Ferreira                                         | MDB     | 1° de fevereiro de 1959 | 31 de janeiro de 1971   | Primeiro suplente de Juscelino Kubitschek, posteriormente reeleito                                                  |
| Maranhão            |                                                                 |         |                         |                         | |
|                     | Clodomir Millet (Clodomir Teixeira Millet)                      | ARENA   | 1° de fevereiro de 1967 | 31 de janeiro de 1975   | |
|                     | Sebastião Archer (Sebastião Archer da Silva)                    | MDB     | 1° de fevereiro de 1955 | 31 de janeiro de 1971   | |
|                     | Vitorino Freire (Vitorino de Brito Freire)                      | ARENA   | 31 de janeiro de 1947   | 31 de janeiro de 1971   | |
| Mato Grosso         |                                                                 |         |                         |                         | |
|                     | Fernando Correia da Costa                                       | ARENA   | 1° de fevereiro de 1967 | 31 de janeiro de 1975   | |
|                     | Filinto Müller (Filinto Strubing Müller)                        | ARENA   | 31 de janeiro de 1947   | 11 de julho de 1973     | |
|                     | Vicente Bezerra Neto                                            | ARENA   | 1° de fevereiro de 1963 | 31 de janeiro de 1971   | |
| Minas Gerais        |                                                                 |         |                         |                         | |
|                     | Benedito Valadares (Benedito Valadares Ribeiro)                 | ARENA   | 1° de fevereiro de 1955 | 31 de janeiro de 1971   | |
|                     | Camilo Nogueira da Gama                                         | MDB     | 10 de setembro de 1955  | 31 de janeiro de 1971   | Primeiro Suplente de Lúcio Bittencourt, posteriormente reeleito                                                     |
|                     | Milton Campos (Milton Soares Campos)                            | ARENA   | 1° de fevereiro de 1967 | 16 de janeiro de 1972   | Faleceu no exercício do cargo                                                                                       |
| Pará                |                                                                 |         |                         |                         | |
|                     | Jarbas Passarinho (Jarbas Gonçalves Passarinho)                 | ARENA   | 1° de fevereiro de 1967 | 31 de janeiro de 1983   | |
|                     | Edward Cattete Pinheiro                                         | ARENA   | 1° de fevereiro de 1963 | 31 de janeiro de 1979   | |
|                     | Joaquim Lobão da Silveira                                       | ARENA   | 31 de janeiro de 1959   | 31 de janeiro de 1971   | |
| Paraíba             |                                                                 |         |                         |                         | |
|                     | Rui Carneiro                                                    | MDB     | 1° de fevereiro de 1951 | 20 de julho de 1977     | |
|                     | Domício Gondim (Domício Gondim Barreto)                         | ARENA   | 1° de fevereiro de 1963 | 5 de junho de 1978      | Primeiro Suplente de João Agripino Maia, faleceu no curso do mandato                                                |
|                     | Argemiro de Figueiredo                                          | MDB     | 1° de fevereiro de 1955 | 31 de janeiro de 1971   | |
| Paraná              |                                                                 |         |                         |                         | |
|                     | Ney Braga (Ney Aminthas de Barros Braga)                        | ARENA   | 1° de fevereiro de 1967 | 31 de janeiro de 1979   | |
|                     | Adolfo Franco (Adolfo de Oliveira Franco)                       | ARENA   | 1° de fevereiro de 1963 | 31 de janeiro de 1971   | |
|                     | Rubens de Mello Braga                                           | MDB     | 10 de abril de 1964     | 31 de janeiro de 1971   | Primeiro Suplente de Amaury Silva                                                                                   |
| Pernambuco          |                                                                 |         |                         |                         | |
|                     | João Cleofas (João Cleofas de Oliveira)                         | ARENA   | 1° de fevereiro de 1967 | 31 de janeiro de 1975   | |
|                     | José Ermírio de Moraes                                          | MDB     | 1° de fevereiro de 1963 | 31 de janeiro de 1971   | |
|                     | Francisco Pessoa de Queirós                                     | MDB     | 1° de fevereiro de 1963 | 31 de janeiro de 1971   | |
| Piauí               |                                                                 |         |                         |                         | |
|                     | Petrônio Portella (Petrônio Portella Nunes)                     | ARENA   | 1° de fevereiro de 1967 | 31 de janeiro de 1979   | |
|                     | José Cândido Ferraz                                             | ARENA   | 1° de fevereiro de 1963 | 31 de janeiro de 1971   | |
|                     | Sigefredo Pacheco                                               | ARENA   | 1° de fevereiro de 1963 | 31 de janeiro de 1971   | |
| Rio de Janeiro      |                                                                 |         |                         |                         | |
|                     | Paulo Torres (Paulo Francisco Torres)                           | ARENA   | 1° de fevereiro de 1967 | 31 de janeiro de 1975   | |
|                     | Olegário Bernardes                                              | MDB     | 14 de dezembro de 1968  | 31 de janeiro de 1971   | Primeiro Suplente de Aarão Steinbruch                                                                               |
|                     | João Vasconcelos Torres (João Batista de Vasconcelos Torres)    | ARENA   | 1° de fevereiro de 1963 | 31 de janeiro de 1979   | |
| Rio Grande do Norte |                                                                 |         |                         |                         | |
|                     | Francisco Duarte Filho (Francisco Duarte Ferreira Filho)        | ARENA   | 1° de fevereiro de 1967 | 21 de dezembro de 1973  | Faleceu no exercício do cargo                                                                                       |
|                     | Dinarte Mariz (Dinarte de Medeiros Mariz)                       | ARENA   | 1° de fevereiro de 1963 | 9 de julho de 1984      | |
|                     | Manuel Vilaça (Manuel Cordeiro Vilaça)                          | ARENA   | 1° de fevereiro de 1965 | 31 de janeiro de 1971   | Primeiro Suplente de Valfredo Gurgel                                                                                |
| Rio Grande do Sul   |                                                                 |         |                         |                         | |
|                     | Guido Mondin (Guido Fernando Mondin)                            | ARENA   | 1° de fevereiro de 1959 | 31 de janeiro de 1975   | Nomeado Ministro do Tribunal de Contas da União                                                                     |
|                     | Daniel Krieger                                                  | ARENA   | 1° de fevereiro de 1955 | 31 de janeiro de 1979   | |
|                     | Mem de Sá (Mem de Azambuja Sá)                                  | ARENA   | 1° de fevereiro de 1956 | 31 de janeiro de 1971   | Foi Ministro da Justiça (14 de janeiro a 28 de junho de 1966) no governo Castelo Branco.                            |
| Santa Catarina      |                                                                 |         |                         |                         | |
|                     | Celso Ramos                                                     | ARENA   | 1° de fevereiro de 1967 | 31 de janeiro de 1975   | |
|                     | Atílio Fontana (Attilio Francisco Xavier Fontana)               | ARENA   | 1° de fevereiro de 1963 | 31 de janeiro de 1971   | |
|                     | Antônio Carlos Konder Reis                                      | ARENA   | 1° de fevereiro de 1963 | 14 de março de 1975     | Eleito Governador de Santa Catarina em 1974                                                                         |
| São Paulo           |                                                                 |         |                         |                         | |
|                     | Alberto Carvalho Pinto (Carlos Alberto Alves de Carvalho Pinto) | ARENA   | 1° de fevereiro de 1967 | 31 de janeiro de 1975   | |
|                     | Auro de Moura Andrade (Auro Soares de Moura Andrade)            | ARENA   | 1° de fevereiro de 1951 | 31 de janeiro de 1971   | |
|                     | Juvenal Lino de Matos                                           | MDB     | 14 de abril de 1956     | 31 de janeiro de 1971   | Eleito senador, posteriormente eleito prefeito de São Paulo. Renunciou ao cargo de prefeito para reassumir o cargo. |
| Sergipe             |                                                                 |         |                         |                         | |
|                     | Leandro Maciel (Leandro Maynard Maciel)                         | ARENA   | 1° de fevereiro de 1967 | 31 de janeiro de 1975   | |
|                     | Júlio César Leite                                               | ARENA   | 1° de fevereiro de 1951 | 31 de janeiro de 1971   | Líder do partido |
|                     | José Rollemberg (José Rollemberg Leite)                         | ARENA   | 11 de dezembro de 1964  | 31 de janeiro de 1971   | Primeiro Suplente de seu irmão, Francisco Leite Neto                                                                |